# 유엔 안전 보장 이사회 결의 제1973호
유엔 안전 보장 이사회 결의 제1973호는 2011년 3월 17일에 레바논, 영국, 프랑스를 중심으로 한 리비아 비행금지구역의 설정을 내용으로 하는 유엔 안전 보장 이사회 결의이다.
10개 안보리 국가(가봉, 나이지리아, 남아프리카 공화국, 레바논, 보스니아 헤르체고비나, 콜롬비아, 포르투갈과 상임이사국인 미국, 영국, 프랑스)가 찬성하였고, 5개 국가(독일, 인도, 브라질과 상임이사국인 러시아와 중국)가 기권하여 만장일치로 통과하였다.

## 결의

### 핵심 내용
유엔 헌장 제7장에 따라 결의한 강제 조치는 다음과 같다.
- 시민들에 대한 즉각적인 사격 중지와 완전한 폭력 중지를 요구.
- 리비아 비행금지구역 설정.
- 유엔 회원국들은 지상군의 주둔을 제외한 모든 필요한 수단을 동원해 시민들을 보호할 것. (강대국의 해공군 군사작전을 허락함.)
- 리비아에 대한 무역 봉쇄의 강화. 특히 상업용 선박과 비행기에 대한 강제 검사를 허용함.
- 리비아를 도착지로 하는 모든 비행의 금지.
- 리비아 정부 소유의 모든 자산 동결 조치. 그 자산들은 리비아 국민들을 위해서만 사용되어야 한다는 점을 재확인.
- 유엔 안전 보장 이사회 결의 1970에 따른 여행 금지 조치와 자산 동결 조치 대상자 확대.
- 리비아 정세를 감시할 전문가 패널의 설립.

### 반군 무장 지원
유엔 안전 보장 이사회 결의 1970 제9조에 따라 무기의 수출입이 금지되었는데, 이는 카디피측과 반군측 모두에 적용되는 것이었다. 이번에는, "유엔 안전 보장 이사회 결의 1970 제9조에도 불구하고, 시민의 보호를 하기 위한 모든 필요한 수단을 동원하라"고 결의했다. 힐러리 클린턴은 아직은 반군에 무기 제공이 없지만, 이제 반군 무기 지원이 합법화되었다고 주장했다.

## 같이 보기
- 2011년 리비아 봉기
- 리비아 비행금지구역
- 오딧세이 새벽 작전